# Regierungsbezirk Lüneburg
| Basisdaten                                 | Basisdaten                     |
| ------------------------------------------ | ------------------------------ |
| Land:                                      | Niedersachsen                  |
| Sitz der Verwaltung:                       | Lüneburg                       |
| Fläche:                                    | 15.507,13 km²                  |
| Einwohner:                                 | 1.702.179 (30. September 2004) |
| Bevölkerungsdichte:                        | 110 Einwohner/km²              |
| Karte                                      |                                |
| Regierungsbezirk Lüneburg in Niedersachsen |                                |

Der Regierungsbezirk Lüneburg war in den Jahren 1885 bis 2004 ein Regierungsbezirk der Länder Preußen (bis 1946) und Niedersachsen.

## Geschichte
Die Geschichte des Regierungsbezirks Lüneburg geht bis auf das Jahr 1885 zurück, als das 1866 preußisch gewordene ehemalige Königreich Hannover als nunmehr preußische Provinz Hannover in Regierungsbezirke eingeteilt wurde. Vorbild waren die bereits in anderen preußischen Provinzen 1815/16 errichteten Regierungsbezirke. Der Regierungsbezirk Lüneburg wurde aus der seit 1823 bestehenden Landdrostei Lüneburg gebildet.
Mit dem nationalsozialistischen Groß-Hamburg-Gesetz 1937 verlor der Regierungsbezirk seine weitaus größte Stadt, das damalige Harburg-Wilhelmsburg, an Hamburg.
Am 1. März 1974 wurde der Regierungsbezirk Lüneburg um das Gebiet des ehemaligen Landkreises Burgdorf verkleinert. Dieser wurde aufgelöst, in den Landkreis Hannover eingegliedert und somit der Bezirksregierung Hannover zugeordnet. Am 1. Februar 1978 wurde der Regierungsbezirk Lüneburg um das Gebiet des aufgelösten Regierungsbezirks Stade vergrößert. Der Landkreis Gifhorn und die Stadt Wolfsburg wurden in den Regierungsbezirk Braunschweig eingegliedert.
Die Regierungsbezirke des Landes Niedersachsen bestanden bis zum 31. Dezember 2004. Seit dem 1. Januar 2005 sind alle Regierungsbezirke in Niedersachsen aufgehoben und deren Behörden, die Bezirksregierungen, aufgelöst. In Lüneburg wurde das frühere Gebäude der Bezirksregierung in „Behördenzentrum Auf der Hude“ umbenannt, in dem seit dem 1. Januar 2005 16 Behörden untergebracht sind, darunter u. a. die Niedersächsische Landesschulbehörde, die Polizeidirektion Lüneburg, das Landesamt für Bezüge und Versorgung und das Landesamt für Soziales. Anstelle der 2005 eingerichteten Regierungsvertretung wurden 2014 Regionalbeauftragte für das Gebiet des früheren Regierungsbezirkes Lüneburg in den Grenzen von 1978 bis 2004 berufen. Für Zwecke der Amtlichen Statistik wurden die mit dem vorhergehenden Regierungsbezirken namens- und deckungsgleichen Statistischen Regionen eingeführt, im Fall Lüneburg mit dem Amtlichen Regionalschlüssel 033.

## Fortbestand des Regierungsbezirks als EU-Region
Im Rahmen der Strukturfonds-Programme der Europäischen Union ist der Regierungsbezirk Lüneburg als „Phasing-out“-Gebiet eingestuft worden. Als einziges westdeutsches Gebiet gehört die Region Lüneburg zur höchsten EU-Förderkategorie (Ziel 1-Gebiet), für die in der Strukturfondsförderphase 2007–2013 Mittel aus dem Europäischen Fonds für regionale Entwicklung und dem Europäischen Sozialfonds bereitgestellt werden. Zu diesem Zweck erhält das Land Niedersachsen in diesem Zeitraum 800 Millionen €.

## Ehemalige Verwaltungsgliederung

### Verwaltungsgliederung nach 1885

#### Stadtkreise
- Celle
- Harburg (1927 in Harburg-Wilhelmsburg aufgegangen)
- Wilhelmsburg (ab 1925 Stadt, 1927 in Harburg-Wilhelmsburg aufgegangen)
- Harburg-Wilhelmsburg (ab 1927, 1937 an Hamburg)
- Lüneburg

#### Landkreise
- Bleckede (1932 im Landkreis Lüneburg aufgegangen)
- Burgdorf (1974 auf die Landkreise Hannover und Peine aufgeteilt)
- Celle
- Dannenberg (1951 Umbenennung in Landkreis Lüchow-Dannenberg)
- Fallingbostel
- Gifhorn
- Harburg (1932 mit Kreis Winsen zum neuen Kreis Harburg zusammengeschlossen)
- Isenhagen (1932 im Landkreis Gifhorn aufgegangen)
- Lüchow (1932 im Landkreis Dannenberg aufgegangen)
- Lüneburg
- Soltau
- Uelzen
- Winsen (1932 mit Kreis Harburg zum neuen Kreis Harburg zusammengeschlossen)
- Verden

### Verwaltungsgliederung nach 1977
Bei der Kreisreform, die in Niedersachsen im Wesentlichen von 1972 bis 1977 durchgeführt wurde, wurden die Kreise zu größeren Verwaltungseinheiten zusammengeschlossen und die beiden kreisfreien Städte in die Landkreise integriert. Einige der heutigen Landkreise bestanden bereits vor der Kreisreform. Sie hatten jedoch damals noch einen anderen Zuschnitt. Nach Zuordnung des Regierungsbezirks Stade sowie Abgabe des Kreises Gifhorn und der Stadt Wolfsburg an den Regierungsbezirk Braunschweig im Jahre 1978 umfasste der Regierungsbezirk Lüneburg elf Landkreise:
- Celle, einschließlich der großen selbständigen Stadt Celle
- Cuxhaven, einschließlich der großen selbständigen Stadt Cuxhaven
- Harburg
- Lüchow-Dannenberg
- Lüneburg, einschließlich der großen selbständigen Stadt Lüneburg
- Osterholz
- Rotenburg (Wümme)
- Soltau-Fallingbostel (2011 Umbenennung in Heidekreis)
- Stade
- Uelzen
- Verden

## Regierungspräsidenten
- 1869–1873: Jérôme von Schlotheim
- 1873–1885: Johannes Schrader
- 1885–1886: Hermann von Borries
- 1886–1890: Georg Lodemann
- 1890–1899: Axel von Colmar
- 1900–1908: Karl von Oertzen
- 1908–1914: Adolf Heinrichs
- 1914–1917: Hermann Freiherr von Ziller
- 1917–1922: Karl Mauve
- 1923–1927: Hans Krüger
- 1927–1928: Hermann Lüdemann
- 1928–1932: Christian Herbst
- 1932–1934: Franz Hermann Reschke
- 1934–1944: Kurt Matthaei
- 1944–1945: Fritz Herrmann
- 1946–1950: Walter Harm
- 1950–1954: Helmuth Andreas Koch
- 1954–1962: Erich Krause
- 1962–1970: Fritz Kaestner
- 1971–1976: Hans-Rainer Frede
- 1976–1981: Rolf Wandhoff
- 1981–1990: Klaus Becker
- 1990–1993: Manfred Imgart
- 1993–1994: Birgit Pollmann
- 1994–2002: Ulrike Wolff-Gebhardt
- 2002–2003: Birgit Honé
- 2003–2004: Bernd Hufenreuther
- Am 31. Dezember 2004 wurde die Instanz der Bezirksregierungen in Niedersachsen aufgelöst.